# Марксистско-ленинская партия Германии
Маркси́стско-ле́нинская па́ртия Герма́нии, МЛПГ (нем. Marxistisch-Leninistische Partei Deutschlands, MLPD) — ультралевая маоистская политическая партия в Германии, основанная в 1982 году.

## Создание
Предшественником МЛПГ являлся Немецкий коммунистический рабочий союз (НКРС, Kommunistischer Arbeiterbund Deutschlands), учреждённый в 1972 году. НКРС был создан в результате объединения Коммунистической партии Германии/Марксистско-ленинской, издававшей теоретический журнал «Revolutionärer Weg» («Революционный путь») (Kommunistische Partei Deutschlands/Marxisten-Leninisten — «Revolutionärer Weg»), и Коммунистической рабочей лиги/Марксистско-ленинской (Kommunistischen Arbeiterbund/Marxisten-Leninisten). В июне 1982 года, через 10 лет после учреждения союза, в Бохуме прошёл учредительный съезд МЛПГ.

## Идеология
Базируется на теоретическом наследии Маркса — Энгельса — Ленина — Сталина — Мао Цзэдуна. После смерти Мао Цзэдуна и смены курса китайского правительства МЛПГ начинает контактировать с Албанской партией труда. В программе партии говорится: «Задачей МЛПГ является победа решительного большинства рабочего класса в борьбе против монополистического капитала и его государства».
Важной работой для понимания идеологических основ партии является книга «Реставрация капитализма в Советском Союзе» («Die Restauration des Kapitalismus in der Sowjetunion»), написанная в начале 1970-х годов её главным теоретиком Вилли Дикхутом. В книге развивается мысль, что XX съезд КПСС стал точкой, с которой начинается перерождение советского государства и реставрация капитализма. То же самое относится и к другим государствам «социалистического лагеря». Сам XX съезд явился результатом захвата власти в КПСС бюрократической группировки во главе с Никитой Хрущёвым.

## Участие в парламентских выборах
В 1987 году МЛПГ впервые участвовала во всеобщих выборах. Тогда она набрала 13 422 голоса (0,0%). Затем партия принимала участие в выборах 1994 и 1998 годов, также не получив большой поддержки. В 2002 году призывала избирателей к бойкоту выборов. На федеральных выборах 2005 года МЛПГ позиционировала себя, как радикальную революционную альтернативу Левой партии. На этих выборах партия получила лучший результат за свою историю — 45 238 голосов (0,1%).  
| Год  | Голоса по избирательным округам | Голоса по партийным спискам | % по партийным спискам | Всего мест |
| ---- | ------------------------------- | --------------------------- | ---------------------- | ---------- |
| 1987 | 596                             | 13'422                      | 0.04%                  | 0          |
| 1994 | 4'932                           | 10'038                      | 0.02%                  | 0          |
| 1998 | 7'208                           | 4'731                       | 0.01%                  | 0          |
| 2005 | 16'480                          | 45'238                      | 0.1%                   | 0          |
| 2009 | 17'512                          | 29'261                      | 0.1%                   | 0          |
| 2013 | 12'904                          | 24'219                      | 0.1%                   | 0          |
| 2017 | 35'835                          | 29'928                      | 0.1%                   | 0          |
| 2021 | 22'754                          | 17'994                      | 0.04%                  | 0          |
| 2025 | 24'208                          | 19'876                      | 0.04%                  | 0          |

## Организация

### Руководство партии
Председателем партии с 1982 года являлся Штефан Энгель. С 2017 года его сменила Габи Фехтнер. Высшим органом МЛПГ является съезд (Parteitag), который избирает Центральный комитет (Zentralkomitee). Членами ЦК МЛПГ в настоящее время являются: Клаус Арнеке, Петер Боргвардт, Анна Бартоломэ (ответственная по женской политике), Йорг Вайдеманн (пресс-секретарь МЛПГ), Петер Вайспфеннинг, Клаус Валленстайн, Вольфганг Геллер (ответственный за финансовые вопросы), Моника Гэртнер-Энгель, Дитер Илиус, Роланд Меистер (ответственный за международные связи), Отвин Мило (ответственный за профсоюзную работу), Гюнтер Славе, Райнхард Функ, Штефан Энгель. МЛПГ состоит из земельных организаций, земельные организации из районных организаций, районные организации из местных организаций, местные организации из производственных групп.
Земельные организации
Земельные организации соответствуют землям. Существуют 7 земельных организаций МЛПГ — Баден-Вюртемберга, Баварии, Эльба-Заале, Северо-Восток, Северо-Запад, Северный Рейн-Вестфалия, Рейнланд-Пфальц, Гессен и Саар.
Высший орган земельной организации — земельная конференция (часто из-за малочисленности земельных организаций заменяются земельными общими собраниями (Landesmitgliederversammlung)), между земельными конференциями — земельный комитет (Landesleitung), контрольный орган земельной организации — земельная контрольная комиссия (Landeskontrollkommission), ревизионный орган земельной организации — земельная ревизионная комиссия (Landesrevisionskommission).
Районные организации
Районные организации соответствуют районам, внерайонным городам, округам Берлина и Гамбурга. Существует 98 районных организаций МЛПГ.
Высший орган районных организации — районная конференция (часто из-за малочисленности районных организаций заменяются районными общими собраниями (Kreismitgliederversammlung)), между районными конференциями — районный комитет (Kreisleitung), ревизионный орган районной организации — районная ревизионная комиссия (Kreisrevisionskommission).
Местные организации
Местные организации или местные группы (ortsgruppe) соответствуют городам, общинам и округам. Могут создаваться по инициативе первичных организаций.
Высший орган местной организации — местная конференция (часто из-за малочисленности местных организации заменяются местными общими собраниями (Ortsmitgliederversammlung)), между местными конференциями — местный комитет (Ortsleitung), ревизионный орган местной организации — местная ревизионная комиссия (Ortsrevisionskommission).
Первичные организации
Первичные организации существуют двух видов — организации по месту работы и месту жительства, при этом все работающие члены МЛПГ (то есть большинство членов) распределяются по производственным организациям.
Высший орган первичной организации — общее собрание, между общими собраниями — комитет первичной организации.

### Издания
Центральным органом МЛПГ является газета «Rote Fahne» («Красное знамя»). Еженедельное издание составляет примерно 7500 экземпляров. Главным редактором газеты является Йорг Вайдеманн. Теоретический орган — журнал «Revolutionärer Weg» («Путь революционера»). Вилли Дикхут с момента основания журнала в 1970 году до своей смерти в 1992 являлся редактором журнала и главным теоретиком партии. Также выпускается молодёжное издание «Rebell» («Мятежник») — журнал одноимённой молодёжной организации. Среди других изданий можно отметить: «Lernen und Kämpfen» («Учиться и бороться»), «Galileo» (газета школы МЛПГ). Также МЛПГ выпускает ряд региональных изданий. Издания выпускаются в партийном издательстве «Neuer Weg» («Новый путь»).

### Молодёжная организация
В 1991 году происходит объединение действовавших при МЛПГ двух молодёжных организаций — Союз рабочей молодёжи/марксистско-ленинский и Марксистско-ленинский студенческий союз. Новая организация стала называться «Ребелл» (нем. «Rebell»), и начала издавать одноимённый журнал. При ней действует детская группа, которая называется «Красные лисы» («Rotfüchse»). Председатель молодёжной организации — Эстер Мюллер-Хорн (Esther Müller-Horn).

### Международная деятельность
МЛПГ участвовала в Международных конференциях марксистско-ленинских партий и организаций (маоистских). С затуханием активности МКМЛПО основала другую интернациональную организацию — Международную координацию революционных партий и организаций (ICOR).